# Andrea Baldini
Andrea Baldini (Livorno, 19 de diciembre de 1985) es un deportista italiano que compite en esgrima, especialista en la modalidad de florete.
Participó en dos Juegos Olímpicos de Verano, obteniendo una medalla de oro en Londres 2012, en la prueba por equipos (junto con Valerio Aspromonte, Andrea Cassarà y Giorgio Avola), y el cuarto lugar en Río de Janeiro 2016, en la misma prueba.
Ganó 11 medallas en el Campeonato Mundial de Esgrima entre los años 2005 y 2015, y 15 medallas en el Campeonato Europeo de Esgrima entre los años 2004 y 2016.

## Palmarés internacional
| Juegos Olímpicos   | Juegos Olímpicos        | Juegos Olímpicos  | Juegos Olímpicos    |
| Año                | Lugar                   | Medalla           | Prueba              |
| ------------------ | ----------------------- | ----------------- | ------------------- |
| 2012               | Londres (Reino Unido)   | Medalla de oro    | Florete por equipos |
| Campeonato Mundial |                         |                   |                     |
| Año                | Lugar                   | Medalla           | Prueba              |
| 2005               | Leipzig (Alemania)      | Medalla de plata  | Florete por equipos |
| 2006               | Turín (Italia)          | Medalla de plata  | Florete individual  |
| 2006               | Turín (Italia)          | Medalla de bronce | Florete por equipos |
| 2007               | San Petersburgo (Rusia) | Medalla de plata  | Florete individual  |
| 2008               | Pekín (China)           | Medalla de oro    | Florete por equipos |
| 2009               | Antalya (Turquía)       | Medalla de oro    | Florete individual  |
| 2009               | Antalya (Turquía)       | Medalla de oro    | Florete por equipos |
| 2010               | París (Francia)         | Medalla de plata  | Florete por equipos |
| 2013               | Budapest (Hungría)      | Medalla de oro    | Florete por equipos |
| 2014               | Kazán (Rusia)           | Medalla de bronce | Florete por equipos |
| 2015               | Moscú (Rusia)           | Medalla de oro    | Florete por equipos |
| Campeonato Europeo |                         |                   |                     |
| Año                | Lugar                   | Medalla           | Prueba              |
| 2004               | Copenhague (Dinamarca)  | Medalla de bronce | Florete por equipos |
| 2005               | Zalaegerszeg (Hungría)  | Medalla de oro    | Florete por equipos |
| 2005               | Zalaegerszeg (Hungría)  | Medalla de bronce | Florete individual  |
| 2007               | Gante (Bélgica)         | Medalla de oro    | Florete individual  |
| 2007               | Gante (Bélgica)         | Medalla de bronce | Florete por equipos |
| 2008               | Kiev (Ucrania)          | DESC              | Florete por equipos |
| 2009               | Plovdiv (Bulgaria)      | Medalla de oro    | Florete individual  |
| 2009               | Plovdiv (Bulgaria)      | Medalla de oro    | Florete por equipos |
| 2010               | Leipzig (Alemania)      | Medalla de oro    | Florete individual  |
| 2010               | Leipzig (Alemania)      | Medalla de oro    | Florete por equipos |
| 2011               | Sheffield (Reino Unido) | Medalla de oro    | Florete por equipos |
| 2011               | Sheffield (Reino Unido) | Medalla de bronce | Florete individual  |
| 2012               | Legnano (Italia)        | Medalla de oro    | Florete por equipos |
| 2013               | Zagreb (Croacia)        | Medalla de bronce | Florete individual  |
| 2014               | Estrasburgo (Francia)   | Medalla de plata  | Florete por equipos |
| 2016               | Toruń (Polonia)         | Medalla de plata  | Florete por equipos |

1. ↑  La medalla de oro fue ganada por el equipo de Italia (conformado por Andrea Baldini, Stefano Barrera, Andrea Cassarà y Salvatore Sanzo), que posteriormente fue descalificado por dopaje de Andrea Baldini.[4][5]